# Primitivling
Primitivling bezeichnet ein einfaches Lebewesen.
Primitivus bezeichnet in Lateinischen „den Ersten in seiner Art“ im Sinne einer Bezeichnung für besondere Einfachheit.
Im sozialen Zusammenhang steht Primitivling für einen empfundenen Mangel an Zivilisiertheit oder auf eine einzelne Person bezogen für geringe Intelligenz. Je nach dem situativen Kontext dient es auch als Ausdruck mitleidiger Geringschätzung oder als beleidigendes Schimpfwort.
Seltener wird in der Biologie der Begriff Primitivling für im Sinne von  wertneutral ursprünglich, urtümlich und alt verwendet.

## Synonyme
Ähnlich wie Primitivling wird für Menschen auch z. B. Banause,  Stoffel, Vandale, allgemein ungebildeter Mensch verwendet. In der französischen Sprache hat béotien (dt.: böotisch) bis heute die Bedeutung von „Kulturbanause, Primitivling, ungebildeter Mensch“.

## Verwendungsbeispiele
- Die Menschen auf dem Balkan sind keineswegs Primitivlinge von eigenwilliger Prägung, Süddeutsche Zeitung, 6. Oktober 1995.[4]
- Es wäre irrig anzunehmen, die Hunderttausende, die herbeieilten, um die Körper baumeln zu sehen, seien Barbaren und Primitivlinge, Die Zeit, 14. Dezember 1990.[5]
- Wenn das primitiv war, wollte ich auch so ein Primitivling werden!, Der Tagesspiegel 22. Juni 2002.[6]
- Brutale Primitivlinge aus dem finsteren europäischen Mittelalter waten bis zu den Steigbügeln im Blut gebildeter, kultivierter Araber, Die Zeit, 17. Mai 2013.[7]
- Das sind winzige Lebewesen, Primitivlinge, nicht mal zu Sünde fähig, Bild, 11. August 2004[8]

Samuel P. Huntington soll in Political Order in Changing Societies lt. Ekkart Zimmermann geschrieben haben: Marx war ein politischer Primitivling. Er war nicht in der Lage, eine politische Wissenschaft oder eine politische Theorie zu entwickeln, weil er kein Verständnis für Politik als autonomes Handlungsfeld besaß und keine Vorstellung einer politischen Ordnung hatte, die über die einer sozialen Klasse hinausgeht. Lenin jedoch erhob eine politische Institution, die Partei, über die soziale Klassen und sozialen Kräfte. Lt. Zimmermann soll dies Huntington in seinem Buch auf S. 336 ausgeführt haben.